# Sawda bint Zamʿah
Sawda bint Zamʿah (arabisch: سودة بنت زمعة, DMG: Sawda bint Zumʿa ibn Qayīs, auch als ʾumm al-muʾminīn benannt) war die zweite Frau des Propheten Muḥammads.

## Leben
Sawda (ihr vollständiger Name: Sawda bint Zamʿa bin Qays bin ʿAbd Schams bin ʿAbd Wid bin Naṣr bin Malīk bin Ḥal bin ʿAmir bin Luʾay) wurde im vorislamischen Arabien in Mekka geboren und verbrachte dort ihre Kindheit und Jugend. Es herrscht Uneinigkeit über ihr genaues Geburtsdatum. Einer Quelle zufolge war sie etwa 50 Jahre alt, als sie den Propheten Muḥammad heiratete. Andere Quellen legen ihr Alter zur Zeit der Heirat auf etwa 40 bis 55 Jahre Alt fest, was auf eine Geburt zwischen 566 und 580 n. Chr. schließen lässt. Ihr Vater, Zamʿah ibn Qays, entstammte dem Banū ʿAmir ibn Luʾayy, einem Clan des Quraysh-Stammes in Mekka. Ihre Mutter, al-Schamūs bint Qays bin Zayīd, war Mitglied des Banū n-Nadschar, eines Clans des Banū Chazradsch-Stammes in Medina.

### Erster Ehemann und erste Hidschra
Sie heiratete as-Sakrān ibn ʿAmr, einen der ersten Konvertiten zum Islam. Sie hatten zwei Söhne, ʿAbdu r-Raḥmān ibn as-Sakran und ʿAbd ibn as-Sakrān, die später in der Schlacht von Jalula im Jahr 637 gegen die Sassaniden starben. Migration nach Abessinien Sawda und as-Sakrān wanderten nach Abessinien aus, als Muḥammad vielen Muslimen befahl, die Hidschra durchzuführen, um der Verfolgung durch die Quraysh zu entgehen. Sie war eine der ersten Frauen, die auf dem Weg nach Abessinien einwanderte. Wenige Jahre später kehrten sie nach Mekka zurück, wo as-Sakrān starb und sie zum ersten Mal in ihrem Leben Witwe wurde.

### Heirat mit Muḥammad
Kurz nach Chadīdschas Tod heiratete Muḥammad Sawda im selben Monat Ramadan des 10. Jahres nach Beginn seines Prophetentums.
Im Sahīh al-Buchārī wird berichtet, dass Sawda einer der Gründe für die Offenbarung des Hijab-Verses war, also des Verses, der den Frauen des Propheten das Verhüllen vor Männern vorschrieb. Dazu gehört der Koranvers: „Und wenn ihr die Gattinnen des Propheten (w. sie) um (irgend) etwas bittet, das ihr benötigt, dann tut das hinter einem Vorhang!“.
Nach dem Tod Mohammeds erhielt Sawda zusammen mit anderen Frauen jedes Jahr ein Geldgeschenk vom Kalifat, das sie für wohltätige Zwecke ausgab. Sie, Aischa, Ḥafṣa und Ṣafiyya standen sich immer sehr nahe. Sie starb 54 AH. in Medina, wo sie in dschannat al-Baqīʿ begraben wurde. Ibn Saʿd gibt ihr Sterbedatum auf das Jahr 674 an. Nach ihrem Tod kaufte Muawiyah I., der regierende erste Kalif der Umayyaden-Dynastie, ihr Haus in Medina für 180.000 Dirham. Anderen Quellen zufolge starb sie in Medina gegen Ende der Herrschaft des Kalifen ʿUmar b. al-Chattāb im Jahr 22 n. Chr. 644 n. Chr.